# Eggendorf (Dolna Austria)
Eggendorf – gmina w Austrii, w kraju związkowym Dolna Austria, w powiecie Wiener Neustadt-Land. Według Austriackiego Urzędu Statystycznego liczyła 4 587 mieszkańców (1 stycznia 2014).